# Дербисали, Абсаттар Багисбаевич
Абсатта́р Багисба́евич Дербисали́ (15 сентября 1947, Тюлькубасский район, Южно-Казахстанская область, Казахская ССР — 15 июля 2021) — казахстанский религиозный деятель, дипломат, учёный-востоковед.
Доктор филологических наук, профессор, академик Академии наук высшей школы Казахстана. Имел дипломатический ранг советника первого класса.
С 24 июня 2000 по 19 февраля 2013 года являлся Верховным муфтием Казахстана, председателем Совета муфтиев Центральной Азии, возглавлял Духовное управление мусульман Казахстана.

## Биография
Родился 15 сентября 1947 года в колхозе им. В.Куйбышева Тюлькубасского района Южно-Казахстанской области. Происходит из рода жудырык племени шанышкылы.
В период с 1970 по 1989 год — стажер, аспирант, докторант Института востоковедения АН СССР; стажер Университета имени Мухаммеда V в Марокко; научный сотрудник Института литературы и искусства имени М. О. Ауэзова АН Казахской ССР.
С 1977 по 1997 — научная работа в Казахском Государственном университете им. С. Кирова (ныне Казахский Национальный университет им. аль-Фараби).
В 1980—1991 годах работает на руководящих должностях филологического факультета и создаваемого при его непосредственном участии факультета востоковедения.
В 1988—1989 годах присуждена учёная степень доктора филологических наук и присвоено учёное звание профессора.
С 1991 года работал проректором по языкам и международным связям КазГУ имени Аль-Фараби.
С 24 июня 2000 года по 19 февраля 2013 года Верховный муфтий и председатель Духовного управления мусульман Казахстана.
На IV—V конференциях Евразийской Исламской Шуры, состоявшихся, соответственно, в июле 2000 года в Сараево и в апреле 2002 года на Кипре, А. Дербисали был избран первым заместителем председателя этой организации.
В 2013—2020 годах являлся директором Института востоковедения имени Р. Б. Сулейменова.
В июле 2021 года был госпитализирован с пневмонией. Скончался в ночь на 15 июля 2021 года в отделении кардиологии от болезни сердца.

## Литературное творчество и научная работа
Является автором более 400 теоретических трудов и практических разработок по арабскому языку и литературе, древним периодам казахской литературы и культуры, духовным связям Казахстана с мусульманскими странами зарубежного Востока, а также по истории ислама, Корану и хадисам (изречениям) пророка Мухаммада.
Результаты многочисленных исследований были изложены на форумах ООН (Сеул, 1995) и ЮНЕСКО (Ташкент, 2000; Доха, 2001), а также в университетах и академиях Японии, Индии, Пакистана, Китая, Турции, Йемена, Ирака, Египта, Туниса, Марокко, Испании, США и других стран.

## Награды
- Орден «Парасат» (2004)[6]
- Орден «Барыс» 2 степени (2009)[7]
- Юбилейная медаль «10 лет независимости Республики Казахстан» (2001)
- Юбилейная медаль «10 лет Конституции Республики Казахстан» (2005)[8]
- Медаль «20 лет независимости Республики Казахстан»[9]
- Орден «Наука и искусство» I степени (Египет, 2002. За заслуги в основании школы арабистики в Казахстане, за фундаментальные труды в области арабской филологии и исламских наук)
- Орден «Аль-Фахр» I степени (Совет муфтиев России, 2007)[10]
- «Орден Восходящего солнца», Золотые лучи с шейной лентой[11]

## Критика
Избрание Абсаттара Дербисали на должность «Верховного муфтия Казахстана» произошло с нарушением устава ДУМК, согласно которому муфтий должен 10 лет проработать в мечети или другой религиозной организации. На курултае, в ходе которого Дербисали стал муфтием, присутствовали высокопоставленные чиновники. Из-за этого некоторые мусульмане стали говорить об избрании муфтия, «подстроенном» представителями власти. Сам Абсаттар Дербисали не признал этого и выступил с публичным опровержением.
В 2012 году председатель религиозного объединения «Қазақстан қажылары» (рус. «Паломники Казахстана») Бактыбай Айнабеков обратился в суд с требованием запретить книгу Абсаттара Дербисали «Араб әдебиеті» (каз. «Арабская литература»), изданную в 1982 году (издательство «Мектеп»). Причиной этому послужила атеистическая критика ислама и Корана, которая содержится в данной книге. По словам Айнабекова, содержание книги оскорбляет жён пророка, а Коран представлен как сочинение самого Мухаммеда. Сторонники Дербисали возразили на это тем, что книга была написана в эпоху советской цензуры, а сам истец занимается «чёрным пиаром» и в прошлом вёл телепередачу под названием «Религия — опиум».